# Cyrtopogon dasyllis
Cyrtopogon dasyllis là một loài ruồi trong họ Asilidae. Cyrtopogon dasyllis được Williston miêu tả năm 1893. Loài này phân bố ở vùng Tân Bắc giới.